# Sverre Nypan
Sverre Halseth Nypan, född 19 december 2006 i Trondheim, är en norsk fotbollsspelare som spelar för Middlesbrough, på lån från Manchester City.